# Accident médical
Pour l’article homonyme, voir Erreur médicale (Dr House).

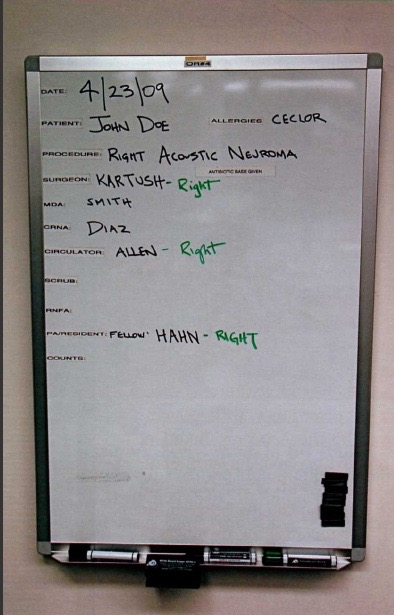
Exemple de tableau de vérification pré-opératoire (latéralité, identitovigilance, allergies...) visant à éviter de faire une erreur médicale lors de l'opération d'un neurinome de l'acoustique aux États-Unis

Une erreur médicale ou accident médical désigne couramment un incident ou accident évitable survenant dans le domaine de la santé et attribuable à une action humaine.

## Statistiques

### États-Unis
Les accidents médicaux seraient de l'ordre de 100 000 chaque année aux États-Unis et en France, mais les outils statistiques destinés à les évaluer sont encore très peu développés. 
L'erreur médicale serait responsable de près de 10 % des accidents thérapeutiques dans le milieu hospitalier.

### France
De 300 000 à 500 000 événements indésirables graves se produiraient chaque année, mais ils ne sont pas recensés. 10 000 personnes meurent chaque année à l'hôpital du fait de l'exercice de la médecine.

## Droit

### Droit français
En France, la déclaration des plus sérieuses erreurs médicales est obligatoire depuis avril 2016. Depuis 2002, les erreurs médicales ont fait l'objet de plusieurs textes législatifs en faveur de la défense des malades.  Légalement, elles appartiennent au groupe des  événements indésirables graves liés à la santé.

### Droit québécois
En droit québécois, il n'existe aucun régime spécial d'indemnisation sans égard à la faute pour les accidents médicaux. Cela a comme conséquence que les règles ordinaires de la responsabilité civile (faute, préjudice, lien de causalité, doué de raison) s'appliquent dans les procès civils qui tranchent des dossiers d'accidents médicaux. Cette situation est contraire à celle qui prévaut dans le domaine des accidents de travail et des accidents de la route, où le législateur a créé un régime sans égard à la faute. Dans l'arrêt Fiocco c. De Varennes , le juge Benoit Moore de la Cour supérieure du Québec (maintenant juge à la Cour d'appel)  a commenté sur l'opportunité de créer un régime d'indemnisation sans égard à la faute.

## Filmographie
- Que reste-t-il de nos erreurs ? (2012) de Nils Tavernier et Gil Rabier.